# Барт, Томас
Томас Фредрик Вейбей Барт (18 мая 1899, остров Больсё, Норвегия — 7 марта 1971, Осло) — норвежский минералог, петрограф и геохимик. Профессор минералогии и геохимии ряда университетов Западной Европы и США. Член Норвежской академии наук (с 1936). Президент Международного союза геологических наук (1964—1968).

## Биография
Изучал горное дело в Тронхейме, затем с 1919 года — геологию в университете Кристиании под руководством В. Брёггера и В. Гольдшмидта. После окончания учёбы в 1924 году, работал помощником у П. Эскола.
С 1927 года преподавал в сельскохозяйственной школе, читал лекции в Берлинской высшей технической школе и Лейпцигском университете. В 1929—1930 гг., получив стипендию Рокфеллера, — в Гарвардском университете.
До 1936 года работал в Лаборатории геофизики Института Карнеги (Вашингтон (округ Колумбия).
В 1936—1946 гг. — профессор и директор Минералогического института университета Осло.
В 1939 году вернулся в Институт Карнеги, но вскоре вернулся в Норвегию.
Во время немецкой оккупации в годы Второй мировой войны, был ненадолго арестован. После окончания войны до 1949 года преподавал в Чикагском университете. Затем вернулся в качестве профессора в университет Осло. Одновременно был директором Геологического музея в Осло.
В 1957 году был избран членом Леопольдиной, с 1957 по 1960 год был президентом Комиссии геохимии Международного союза теоретической и прикладной химии; в 1960—1961 гг. —
президент геохимического общества; в 1964—1968 гг. — президент Международного союза геологических наук.
В 1962 году был избран членом-корреспондентом Гёттингенская академия наук.
Награждён Орденом Святого Олафа (1969).

## Научная деятельность
Основные труды посвящены проблемам происхождения горных пород, петрологии изверженных пород, классификации метаморфических пород, а также геохимическим циклам, термальным источникам, методам геологической термометрии.